# 並雲

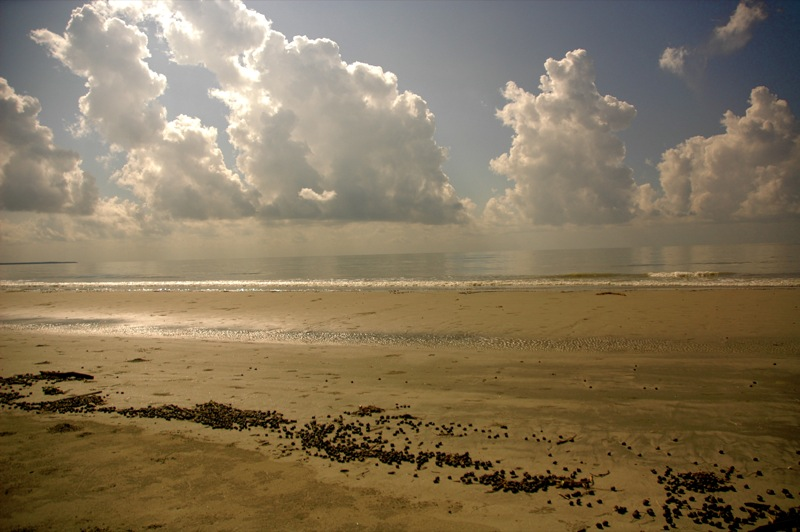
海岸から望む空に浮かぶ並雲

並雲（なみぐも、ラテン語学術名:mediocris、略号:med）とは、積雲に見られる雲種の1つ。積雲は発達の過程で3つの雲種に分類されるが、並雲はそのうち2番目の段階である。中程度の高さの積雲で、発達段階の積雲にみられることが多く、雲の上部がもこもこと盛り上がり湧き上がっていく部分がある。並積雲ともいう。
その形はドーム、カリフラワー、シュークリームなどさまざまなものに形容される。
"mediocris"はラテン語で「普通の、中間的な性質」といった意味がある。
雲底から雲頂までの高さは数百 m から 2,000 m 程度。
積雲は大気の不安定な層が厚く不安定度が高いと対流により成長する。扁平雲の雲頂が盛り上がり上に伸びてできた並雲は、更に成長すると雄大雲へと変わっていく。不安定層の厚さが中程度でその上にある安定層や逆転層により対流が抑制されると、並雲は横に広がって層積雲や高積雲に変化していくことがある。
並雲はふつう降水がないが、山沿いなどでは雨や雪が降る場合がある。